# Сёмин, Геннадий Владимирович
Генна́дий Влади́мирович Сёмин (4 декабря 1967, Москва — 8 июня 2021, Воронеж) — советский и российский футболист, полузащитник. Футбольный тренер.

## Карьера

### Игровая
Играл в командах «Факел» (Воронеж) (1992—2000), «Уралан» (Элиста) (2001), «Рубин» (Казань) (2002), «Салют-Энергия» (Белгород) (2003) и «Динамо» (Воронеж) (2004—2005).
Признан лучшим футболистом первого дивизиона в 1999 году в составе воронежского «Факела».
Четыре раза выходил из первого дивизиона в высший (1996, 1999 — с «Факелом», 2001 — с «Ураланом», 2002 — с «Рубином»). По состоянию на 2004 год такого достижения добился только Александр Липко.
В высшей лиге чемпионатов СССР провёл 11 матчей и забил 1 гол.
В высшем дивизионе чемпионатов России провёл 78 матчей и забил 8 голов.

### Тренерская
Главный тренер команд «Динамо» (Воронеж) (2005—2007), «Динамо-Воронеж-2» (2008), «Факел» (Воронеж) (2008, с 26 июня). В начале 2009 года вновь назначен главным тренером «Динамо» (Воронеж).
С 2012 года тренировал команду «Факелоны» (фанаты воронежского «Факела»), которая играет в чемпионате Воронежа. Был наставником ветеранского клуба «Строитель» из Придонского района Воронежа.
Скончался 8 июня 2021 года в возрасте 53 лет. Похоронен на Юго-Западном кладбище Воронежа.